# Alparslan Türkeş

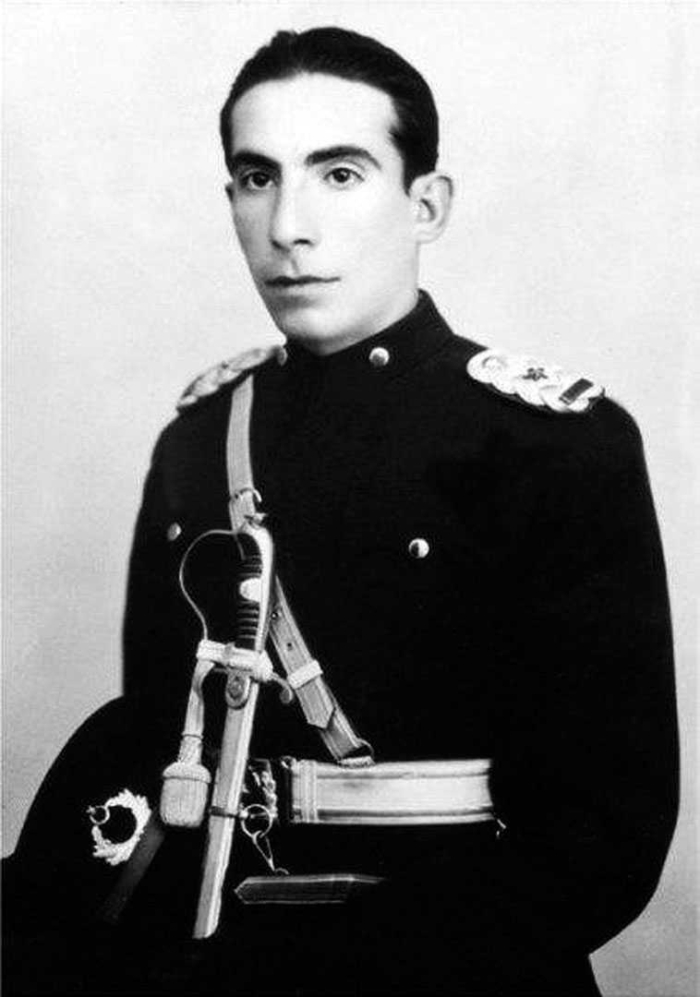
Alparslan Türkeş

Alparslan Türkeş (* 25. November 1917 in Nikosia, Zypern als Ali Arslan oder Hüseyin Feyzullah; † 4. April 1997 in Ankara) war ein türkischer neofaschistischer rechtsextremer Politiker, ehemaliger Oberst und Gründer der Partei der Nationalistischen Bewegung (MHP). Er war als Oberst am Militärputsch von 1960 beteiligt.

## Leben
Alparslan Türkeş wurde in der Kirlizade-Straße im Stadtteil Haydarpaşa im türkischen Teil Nikosias auf Zypern (damals eine britische Kronkolonie) als Ali Arslan geboren. Sein Vater war Ahmet Hamdi und seine Mutter Fatma Zehra. Sein Großvater war ein Einwanderer aus dem zentralanatolischen Dorf Köşkerli (Landkreis Pınarbaşı der Provinz Kayseri), der 1860 wegen familiären Streitigkeiten mit Hilfe des Sultans Abdülaziz nach Nikosia migrierte. 1933 wanderte seine Familie nach Istanbul aus. Sicher ist lediglich, dass er später das Pseudonym Alparslan offiziell an Namens statt annahm. Der Name ist eine Anspielung auf den seldschukischen Herrscher Alp Arslan.
Im Jahre 1936 schloss Alparslan Türkeş – von seinen Anhängern später innerhalb eines Personenkultes Başbuğ (Führer) genannt – die militärische Ausbildung an der Kadettenschule in Istanbul mit dem Rang eines Oberfähnrichs ab. Im Jahre 1940 heiratete er. Aus dieser Ehe sollten fünf Kinder hervorgehen. 1944 wurde er als Hauptmann im Rassismus-Turanismus-Verfahren wegen Vaterlandverrats – ein Vorwurf, den er heftig abstritt – zu mehr als 9 Monaten Haft verurteilt, durfte aber anschließend in die Armee zurückkehren. 1949 schloss er die Kriegsakademie ab. Seine Beförderung zum Oberst erfolgte 1959. Ein Jahr später gehörte er zu den 38 Offizieren, die Adnan Menderes stürzten, der später zum Tode verurteilt werden sollte. Türkeş überwarf sich aber mit dem Komitee der Nationalen Einheit und wurde mit 13 weiteren Offizieren aus diesem Kreis ausgeschlossen. Anschließend wurde Türkeş nach Indien ins Exil geschickt. Im Jahre 1963 kehrte er in die Türkei zurück und trat der Republikanischen Bauern-Volkspartei (CKMP) bei, deren Vorsitz er 1965 übernahm. Im selben Jahr errang er sein erstes Abgeordnetenmandat. 1969 ließ er die CKMP in Partei der Nationalistischen Bewegung umbenennen. 1974 starb seine erste Frau, 1976 heiratete er ein zweites Mal. Aus dieser Ehe sollten zwei weitere Kinder hervorgehen. Türkeş war von 1975 bis 1978 an drei Koalitionsregierungen der Türkei beteiligt. Er war unter Süleyman Demirel und Bülent Ecevit dreimal Staatsminister und stellvertretender Ministerpräsident der Türkei (39.–41. Regierung).
Zur gleichen Zeit gründete er eine paramilitärische Organisation, die Grauen Wölfe. Die Grauen Wölfe waren in der Folge verantwortlich für zahlreiche Morde an linksgerichteten Politikern und Intellektuellen. Bewaffnete Auseinandersetzungen zwischen den beiden Gruppen destabilisierten die politische Lage in der Türkei stark. Als Folge putschte das Militär und Türkeş erhielt 4,5 Jahre Haft, von der er die meiste Zeit im Militärhospital verbrachte. Über ihn und zahlreiche andere Politiker wurde ein Politikverbot verhängt und die jeweiligen Parteien wurden verboten. Nach der Aufhebung des Verbots ging Türkeş 1991 ein Wahlbündnis mit der Wohlfahrtspartei von Necmettin Erbakan ein und errang mit der Partei der Nationalistischen Arbeit erneut ein Abgeordnetenmandat. Ein Jahr später durfte die Partei ihren alten Namen wieder führen. 1995 scheiterte die MHP an der 10-Prozent-Hürde. Bei einer Jahreshauptversammlung seiner Anhänger in Deutschland, in der Essener Grugahalle, rief er diese dazu auf, in die CDU einzutreten.
Türkeş starb 1997 an den Folgen eines Herzinfarkts. An seinem Begräbnis sollen 500.000 Personen teilgenommen haben.
Er war zweimal verheiratet. In erster Ehe mit Muzaffer Şükriye bis zu ihrem Tod 1974 und in zweiter Ehe mit Seval Hanım ab 1976. Aus der ersten Ehe entstammen fünf Kinder, darunter der Gründer der Partei der Erleuchteten Türkei und spätere AKP-Parlamentsabgeordnete Yıldırım Tuğrul Türkeş und die vier Töchter Ayzit, Umay, Selcen und Çağrı. Aus zweiter Ehe entstammen die Kinder Ayyüce und Ahmet Kutalmış.
2019 wurde in seinem Geburtshaus in Nikosia ein Museum eröffnet, das sein Leben thematisiert.

## Ideologie
In der Zeit von 1930 bis 1945 propagierte er den Panturkismus, zusammen mit den Dış Türkler, einer Gruppe türkischer Flüchtlinge aus Turkestan. Nach dem Zweiten Weltkrieg gründete er die rechtsextreme Partei der Nationalistischen Bewegung, die bis heute besteht. Deren Ziel war es, die Turkvölker zu vereinigen, um unabhängig von Europa und den USA zu werden. Ihm wurde vorgeworfen, faschistische Politik betrieben und den Nationalsozialismus in Deutschland als Vorbild genommen zu haben. So zitierte Türkeş bei seinen Reden auch aus Adolf Hitlers Mein Kampf. Während des Zweiten Weltkriegs war er die Kontaktperson der Regierung Hitlers in der Türkei. In Deutschland wurde Türkeş durch sein Treffen mit dem CSU-Vorsitzenden Franz Josef Strauß und dem Türkei-Experten des BND und CDU-Stadtverordneten Hans-Eckhardt Kannapin bekannt, die ihm dabei halfen, 1978 in Frankfurt am Main die Auslandsabteilung der MHP, die Föderation der Türkisch-Demokratischen Idealistenvereine in Deutschland, zu gründen.

### Ideologisches Selbstverständnis
Inspiriert durch das Konzept des aktuellen Idealismus des italienischen Philosophen und Politikers Giovanni Gentile machte Alparslan Türkeş den Idealismus (Türkisch: ülkücülük) zum zentralen Begriff seines Denkens. Die Idealisten betrachten sich in erster Linie als Nationalisten. Dieser Nationalismus gründet sich nicht auf den Begriff der Rasse, sondern ist – wie bei Ziya Gökalp – kulturell untermauert. Türkeş definiert den Nationalismus in seinem Buch Millî Doktrin (Istanbul 1973, S. 42) folgendermaßen: 

„Unser Verständnis von Nationalismus hat nicht die geringste Ähnlichkeit mit anthropologischem Rassismus und einem aggressiven Rassenbegriff, der andere Völker herabsetzt. […] Jeder, der sich selbst von Herzen als Türke fühlt und sich dem Türkentum verschreibt, ist ein Türke.“

Türkeş schreibt in seinem Buch Milli Doktrin den Türken „unbegrenzte wissenschaftliche, kulturelle, technische sowie organisatorische und staatsgründerische Fähigkeiten“ zu. Die Türken seien derart hochstehend, dass sie mit keiner anderen Nation zu vergleichen seien.

### Die Neun-Strahlen-Doktrin
Türkeş fasste seine Ideologie in dem Buch Dokuz Işık (Istanbul 1965) zu neun Strahlen zusammen. Die neun Strahlen heißen: Idealismus (ülkücülük), Moralismus (ahlakçılık), Wissenschaftlichkeit (ilimcilik), Soziabilität (toplumculuk), Förderung der Landwirtschaft (köycülük), Liberalismus (hürriyetçilik), Individualismus (şahsiyetçilik), Entwicklungsorientiertheit (gelişmecilik), Populismus (halkçılık) und Förderung von Industrie und Technik (endüstri ve teknikçilik).

### Derdritte Weg
Türkeş lehnte den Kommunismus, aber auch den Kapitalismus ab und befürwortete einen sogenannten dritten, nationalistischen Weg, das gesellschaftliche Leben zu organisieren.

### Die Kurdenfrage
Alparslan Türkeş betrachtete die Kurdenfrage als Ergebnis eines Komplotts ausländischer Feinde. Diese benutzten die Arbeiterpartei Kurdistans (PKK), um die Einheit des türkischen Staates zu zerstören. Die Kurden seien Türken und der kurdische Nationalismus sei in erster Linie eine griechische Verschwörung, Anatolien mit armenischer und westlicher Unterstützung zu unterwandern.

## Zitate
- Der Islam ist unsere Seele, das Türkentum unser Körper. Ein Körper ohne Seele ist eine Leiche. (Quelle Originalzitat: Homepage der MHP)
- Befehle erfordern unbedingten Gehorsam. Mit respektlosen, weichen, undisziplinierten und unstrukturierten Personen kommt unsere Sache nicht voran. Man muss in allem beispielhaft sein. (ebd.)
- Die angesehenste Familie der Menschheit ist die türkische Nation. Die Neun Strahlen bedeuten das türkische Ideal. (ebd.)
- Ein Mensch ohne Ideal ist ein Wesen, das sich nicht von Schlamm unterscheidet. (ebd.)
- Den Islam zu nehmen und das Türkentum zu leugnen, ist Verrat. Das Gegenteil ist gleichermaßen Unachtsamkeit und Verrat. (ebd.)